# 田中豊樹
田中 豊樹（たなか とよき、1993年12月1日 - ）は、佐賀県伊万里市出身の元プロ野球選手（投手、右投右打）。

## 経歴

### プロ入り前
小学校から軟式野球を始める。
佐賀商業高校では1年から控え投手としてベンチ入り。1、2年時の県大会準優勝が最高成績で、甲子園出場はなかった。
日本文理大学に進学し、1年秋からリーグ戦に出場。2年に日米大学野球の日本代表に選出され、中継ぎ投手として2試合に登板した。
2015年10月22日に行われたドラフト会議で北海道日本ハムファイターズから5位指名を受け、11月8日に契約金3500万円、年俸800万円で契約した（金額は推定）。

### 日本ハム時代
2016年、5月8日の埼玉西武ライオンズ戦の8回裏に4番手として一軍デビュー。エルネスト・メヒアから奪三振を奪うなど無失点だった。1年目は中継ぎとして4試合に登板した。二軍でも中継ぎとして起用され、31試合に登板し、37回2/3を投げ、2勝2敗3セーブ、防御率4.06の成績だった。
2017年は中継ぎとして19試合に登板し3ホールドを挙げたが、右前距腓靭帯損傷で8月20日に一軍登録を抹消され、そのまま再昇格することなくシーズンを終えた。二軍では36試合に登板し、38回を投げ、3勝3敗、防御率4.26の成績で、イースタン・リーグ2位の14セーブを記録している。
2018年は自身初の開幕一軍入りを果たしたが、シーズン序盤から不安定な投球が続き、防御率11.74、わずか8試合の登板に終わった。二軍では自己最多の45試合に登板し、54回2/3を投げ、3勝6敗1セーブ、防御率3.79の成績だった。オフには、西川遥輝と自主トレを共にした。
2019年は、二軍では31試合に登板し、31回1/3を投げ、4勝3敗2セーブ、防御率4.60の成績を残したものの一軍登板なしに終わり、10月1日に戦力外通告を受けた。

### 巨人時代
2019年11月12日に舞洲ベースボールスタジアムで行われた12球団合同トライアウトを受験。その結果読売ジャイアンツが育成選手として獲得する方針を表明し、12月4日に育成契約を結んだ。推定年俸は420万円となり、背番号は018となった。
2020年は二軍の開幕からクローザーを任され、7月25日までに10試合に登板し、9回1/3を投げ、1勝3セーブ、防御率1.93、17奪三振を記録。特に、奪三振については7月16日の西武戦から7月19日の千葉ロッテマリーンズ戦まで3試合をまたいで8者連続三振を記録した。7月26日に支配下選手登録され、年俸は450万円となり、背番号は19となった。即一軍選手登録され、同日の東京ヤクルトスワローズ戦の9回裏に移籍後初登板し1回を無失点で抑えた。この試合の登板時は新しいユニフォームの到着が間に合わず、育成時代の背番号「018」のユニフォームで登板した。8月19日の阪神タイガース戦では、先発したC.C.メルセデスがアクシデントで2回で降板した後を受けて3回表からマウンドに上がり、2イニングを無失点に抑え、プロ初勝利を記録した。一方で11月8日のヤクルト戦では2点リードの8回に4番手で登板するも一死も取れずに逆転満塁本塁打を打たれるなど不安定な場面も多かった。最終的に、31試合に登板し、1勝1敗1ホールド、防御率4.88を記録。オフには、950万増の推定年俸1400万円で契約を更改し、背番号が59に変更された。
2021年は、シーズン通算で39試合に登板し、0勝0敗2ホールド、防御率2.84を記録。11月15日、手術を受けるため育成契約への移行を前提として自由契約とすることを通告された。11月26日に右肘クリーニング手術を受けた。12月16日、500万円増となる1900万円で育成選手として再契約した。背番号は059に変更となった。
2022年は、手術からのリハビリに専念したため、二軍で1試合のみの登板に終わった。
2023年は、春季キャンプこそ三軍からのスタートとなったが、オープン戦終盤には一軍に合流。2試合連続で無失点に抑えるなど結果を残し、3月30日に2年ぶりに支配下登録された。背番号は63。しかし15試合の登板に終わりオフに戦力外通告を受ける。当初は現役続行を希望し、12球団合同トライアウトにも参加していたが、12月9日に引退を発表した。

### 現役引退後
2024年からはジャイアンツアカデミーの講師となる。

## 選手としての特徴・人物
最速157km/hのストレート、フォークを武器とする。
同僚から面倒見の良い兄貴分として慕われており、愛称は豊樹の「ト」と兄貴の「ニキ」を足した「トニキ」や「トヨキン」。
日本ハム時代は球団の方針で自動車免許の取得年齢に達していない後輩を、自身の車で送迎することもあったという。

## 詳細情報

### 年度別投手成績
| 年 度     | 球 団     | 登 板 | 先 発 | 完 投 | 完 封 | 無 四 球 | 勝 利 | 敗 戦 | セ 丨 ブ | ホ 丨 ル ド | 勝 率 | 打 者 | 投 球 回 | 被 安 打 | 被 本 塁 打 | 与 四 球 | 敬 遠 | 与 死 球 | 奪 三 振 | 暴 投 | ボ 丨 ク | 失 点 | 自 責 点 | 防 御 率 | W H I P |
| --------- | --------- | ----- | ----- | ----- | ----- | -------- | ----- | ----- | -------- | ----------- | ----- | ----- | -------- | -------- | ----------- | -------- | ----- | -------- | -------- | ----- | -------- | ----- | -------- | -------- | ------- |
| 2016      | 日本ハム  | 4     | 0     | 0     | 0     | 0        | 0     | 0     | 0        | 1           | ---   | 14    | 3.1      | 2        | 0           | 3        | 0     | 0        | 2        | 0     | 0        | 0     | 0        | 0.00     | 1.50    |
| 2017      | 日本ハム  | 19    | 0     | 0     | 0     | 0        | 0     | 0     | 0        | 3           | ---   | 86    | 19.0     | 19       | 2           | 8        | 0     | 2        | 23       | 2     | 0        | 8     | 7        | 3.32     | 1.42    |
| 2018      | 日本ハム  | 8     | 0     | 0     | 0     | 0        | 0     | 0     | 0        | 0           | ---   | 38    | 7.2      | 11       | 1           | 5        | 0     | 0        | 8        | 0     | 0        | 10    | 10       | 11.74    | 2.09    |
| 2020      | 巨人      | 31    | 0     | 0     | 0     | 0        | 1     | 1     | 0        | 1           | .500  | 133   | 27.2     | 32       | 4           | 18       | 1     | 3        | 21       | 0     | 0        | 19    | 15       | 4.88     | 1.81    |
| 2021      | 巨人      | 39    | 0     | 0     | 0     | 0        | 0     | 0     | 0        | 2           | ---   | 152   | 38.0     | 22       | 5           | 20       | 2     | 1        | 37       | 3     | 0        | 13    | 12       | 2.84     | 1.11    |
| 2023      | 巨人      | 15    | 0     | 0     | 0     | 0        | 0     | 1     | 0        | 3           | .000  | 43    | 11.0     | 8        | 2           | 4        | 0     | 0        | 8        | 0     | 0        | 6     | 5        | 4.09     | 1.09    |
| 通算：6年 | 通算：6年 | 116   | 0     | 0     | 0     | 0        | 1     | 2     | 0        | 10          | .333  | 466   | 106.2    | 94       | 14          | 58       | 3     | 6        | 99       | 5     | 0        | 56    | 49       | 4.13     | 1.43    |

### 年度別守備成績
| 年 度 | 球 団    | 投手  | 投手  | 投手  | 投手  | 投手  | 投手     |
| 年 度 | 球 団    | 試 合 | 刺 殺 | 補 殺 | 失 策 | 併 殺 | 守 備 率 |
| ----- | -------- | ----- | ----- | ----- | ----- | ----- | -------- |
| 2016  | 日本ハム | 4     | 0     | 0     | 0     | 0     | ---      |
| 2017  | 日本ハム | 19    | 0     | 0     | 0     | 0     | ---      |
| 2018  | 日本ハム | 8     | 0     | 0     | 0     | 0     | ---      |
| 2020  | 巨人     | 31    | 2     | 2     | 0     | 0     | 1.000    |
| 2021  | 巨人     | 39    | 0     | 1     | 0     | 0     | 1.000    |
| 2023  | 巨人     | 15    | 1     | 2     | 0     | 0     | 1.000    |
| 通算  | 通算     | 116   | 3     | 5     | 0     | 0     | 1.000    |

### 記録
初記録
投手記録
- 初登板：2016年5月8日、対埼玉西武ライオンズ8回戦（西武プリンスドーム）、8回裏に4番手で救援登板・完了、1/3回無失点
- 初奪三振：同上、8回裏にエルネスト・メヒアから空振り三振
- 初ホールド：2016年9月30日、対千葉ロッテマリーンズ25回戦（札幌ドーム）、9回表に6番手で救援登板、2/3回無失点
- 初勝利：2020年8月19日、対阪神タイガース9回戦（東京ドーム）、3回表に2番手で救援登板、2回無失点

打撃記録
- 初打席：2020年8月29日、対中日ドラゴンズ14回戦（東京ドーム）、8回裏に山井大介から四球

### 背番号
- 47（2016年 - 2019年）
- 018（2020年 - 同年7月25日）
- 19（2020年7月26日 - 同年終了）
- 59（2021年）
- 059（2022年 - 2023年3月29日）
- 63（2023年3月30日 - 同年終了）

### 代表歴
- 第39回日米大学野球選手権大会日本代表